# درونیا اوچخوزا سلخوزتخنیکوما
درونیا اوچخوزا سلخوزتخنیکوما (انگلیسی: Derevnya Uchkhoza selkhoztekhnikuma) یک شهرک در شهرستان کوشنارنکوفسکی جمهوری باشقیرستان در کشور روسیه است.